# Ткаченко, Анна Ивановна
Анна Ивановна Ткаченко (в замужестве — Дайнеко) (28 февраля 1930 — 20 декабря 2000) — передовик советского сельского хозяйства, бригадир свиноводческой фермы совхоза «III Выришальный» Новгородковского района Кировоградской области, Герой Социалистического Труда (1971).

## Биография
Родилась 28 февраля 1930 года на территории Черниговской области Украинской ССР.
Завершила обучение в Козелецком зооветеринарном техникуме. Была направлена на работу в село Берегомет Черновицкой области. Работала участковым зоотехником колхоза «Большевик». По собственному желанию в 1953 году перешла работать в отстающий колхоз Выжиницкого района, где стала заведующей фермой.
Из-за болезни ребёнка вынуждена была переехать в Кировоградскую область. Стала трудиться в совхозе «Третий выришальний» («Третий решающий»), бригадиром свинофермы. Добилась отличных производственных показателей и высоких результатов.
Указом Президиума Верховного Совета СССР от 8 апреля 1971 года за получение высоких результатов в сельском хозяйстве и рекордные показатели в свиноводстве Анне Ивановне Ткаченко (Дайнеко) было присвоено звание Героя Социалистического Труда с вручением ордена Ленина и золотой медали «Серп и Молот».
Продолжила трудиться в совхозе. Избиралась делегатом XXIV съезда Компартии Украины.
Проживала в селе Белозёрное. Умерла 20 декабря 2000 года.

## Награды
За трудовые успехи была удостоена:
- золотая звезда «Серп и Молот» (08.04.1971)
- орден Ленина (08.04.1971)
- Орден «Знак Почёта» (22.03.1966)
- другие медали.